# Tête de Moine
Tête de Moine (doslovný překlad z francouzštiny „Hlava mnicha") je typ švýcarského sýru poprvé vyrobeného ve 12. století mnichy z opatství Bellelay nacházejícího se na úpatí pohoří Jura v dnešním kantonu Bern.
Název sýra Tête de Moine vznikl na konci 18. století. Sdružení výrobců sýra Tête de Moine bylo založeno v roce 1978 a označení „Tête de Moine, Fromage de Bellelay“ je od roku 2001 zapsáno jako chráněné označení původu (Appellation d’Origine Protégée (AOP)).

## Výroba
Tête de Moine se vyrábí z nepasterizovaného plnotučného kravského mléka a řadí se k polotvrdým sýrům. Zraje nejméně dva a půl měsíce na smrkovém dřevě a je typicky párován se suchým bílým vínem. Má válcovitý tvar a většinou se prodává po 850g kusech. Konzumuje se nakrájený na tenké hobliny, časté je používání speciálního kráječe na sýr, tzv. girolle, díky kterému získávají hobliny tvar rozety. Pomocí kliky umístěné na kolíku lze takto vyrobit růžice jemně oholeného sýra. Zvětšený povrch zvýrazňuje chuť. Při škrábání se kůra sýra na okraji odloupne a rozpadne se. Škrabka dostala svůj název podle vzhledu růžic, které připomínají lišky (francouzsky girolle).
Dnes se sýr vyrábí v cca deseti mlékárnách v pohoří Jura (kantony Bern a Jura).